# Уэйкфилдский собор
Уэйкфилдский собор (англ. Wakefield Cathedral), полностью — Кафедральный собор Всех Святых (англ. Cathedral Church of All Saints) — кафедральный собор Церкви Англии в городе Уэйкфилд, Уэст-Йоркшир, Англия. Один из трёх равнозначных соборов диоцеза Лидса.
Церковь восходит к англосаксонским временам и была приходской. Шпиль высотой 247 футов (75 м) является самый высокой точкой в городе и самым высоким шпилем в Йоркшире.
В 1953 году здание было включено в список памятников архитектуры I* класса.

## История
Собор расположен в центре Уэйкфилда на холме Киркгейт и построен на месте англосаксонской церкви, свидетельства существования которой были обнаружены в 1900 году во время пристройки восточной части здания. Церковь в Уэйкфилде упоминается в «Книге Страшного суда» (1086). В 1090 году Вильгельм II передал церковь и землю в Уэйкфилде суссекскому монастырю Льюиса. Вскоре после этого была построена церковь в нормандском стиле.
Нормандское здание было перестроено к 1329 году. Новая пристройка и переделка, не затронувшая башни и шпиля, закончилась к 1469 году. Переделки и реконструкции продолжались, в том числе в 1823 году восстанавливали шпиль, повреждённый бурей. Вплоть до XVI века церковь была известна под архаичным англосаксонским названием All Hallows, и только после Реформации переименована (не изменяя значения) в All Saints.
Последнее крупное строительство в начале XV века шло в стиле перпендикулярной готики. Своим нынешним позднесредневековым видом собор обязан викторианскому архитектору Джорджу Гилберту Скотту и его сыну Джону Олдриду Скотту, которые работали над его реконструкцией в 1858—1874 годах.
В 1888 году был создан диоцез Уэйкфилда, и церковь Всех Святых стала кафедральным собором новой епархии, сохраняя функции приходской церкви.
В 2005 году на торжественной церемонии на Великий четверг королева Елизавета II раздавала в соборе деньги Монди.
В 2012 году в дополнение к £1,58 млн специальной лотереи собрали £2,5 млн на реорганизацию нефа, из которого убрали дубовые скамьи, чтобы освободить место для служб и общественное пространство, но принятое в том же году решение взимать НДС с реставрационных работ затормозило проект.
В 2014 году диоцез Уэйкфилда был упразднён, и Уэйкфилдский собор стал одним из трёх равноправных соборов нового диоцеза Лидса, вместе с Брадфордским и Рипонским соборами.
Архивы собора хранятся в архивной службе Западного Йоркшира в Уэйкфилде.

## Архитектура
- Боковой фасад, алтарь справа
- Башня с часами
- Южный портик и солнечные часы
- Трейси-холл
- Неф, вид к западу
- Вид из северного бокового нефа
- Преграда
- Хоры

Собор облицован правильно отёсанными блоками песчаника. С южной стороны располагается портик, кованые ворота и солнечные часы над дверью. Старейшей частью собора является стена северного бокового нефа, датируемая около 1150 года. Столбы аркады главного нефа — XII—XIII вв., аркада на хорах — XIV в., хоры, в основном, конца XV века и прежде были алтарём. Неф был прежде перекрыт каменным сводом, но его в XV веке заменили деревянным потолком. Все деревянные перекрытия украшены резными узлами пересечения балок.
Современный алтарь, трансепт и капеллу св. Марка на восточном конце здания построил в 1904 году Джон Лофборо Пирсон и его сын Френк. Эти части покрыты каменными сводами.
Западная башня собора четырёхъярусная, с контрфорсами по углам, увенчана зубчатым парапетом с пинаклями по углам и шпилем. Как пинакли, так и шпиль украшены краббами. Высота шпиля составляет 247 футов (75 м), и он является самым высоким в Йоркшире.
В 1982 году к собору пристроен «Treacy hall», который служит капитулярной залой, административным помещением, магазином и кафе.

## Детали
- Витраж
- Резьба по камню
- Резьба по дереву
- Памятник сэру Лайону Пилкингтону

В окнах собора встречаются перпендикулярные переплёты. Средневековых витражей не сохранилось вовсе, существующие витражи сделаны, в основном, витражистом викторианской эпохи Чарльзом Эмером Кемпом, работавшим над ними более пятидесяти лет. Его колорит подражает позднему средневековью. На северной стене расположены более тёмные витражи на сюжеты из Ветхого завета, на южной витражи светлые и содержат персонажей Нового завета.
Преграда собора датируется XVII веком, а распятие над нею завершено в 1950 году одним из последних крупных архитекторов готического возрождения Нинианом Компером. Купель — середины XVII века, аналой изготовлен в 1708 году. Восемь мест для клириков на хорах, изготовленные в XV веке в дар от Томаса Сэвила, украшены резными мизерикордиями с изображениями зелёных человеков и мифических существ.
Заалтарный образ работы Джона Олдрида Скотта, возможно, включает более ранние части. Алтарь по проекту Френка Пирсона. Часть мебели в капелле св. Марка изготовлена Робертом Томпсоном. Среди интересной коллекции мемориальных табличек — памятник сэру Лайону Пилкингтону, 4-му баронету (ок. 1700) и другие более поздние.

## Музыка
Колокольня
Соборная звонница состоит из 14 колоколов, её тенор (До) весит 1,8 тонны. Бемоль 6 ступени (Си-бемоль) и дополнительный колокол в Ля дают возможность играть в другой тональности от Фа (10 ступеней). Таким образом, более 12 колоколов одновременно не используются. Звон можно услышать по воскресеньям, праздникам и особым случаям.
Орган
Имеется запись о том, что в 1624 году была произведена выплата органисту церкви Всех Святых, но в описи имущества даже в 1680 году орган ещё не упомянут. В 1717 году орган заказан Джерарду Смиту, и корпус его до сих пор используется. Новый орган был построен в 1767 году неизвестным мастером и после этого неоднократно ремонтировался. В 1804 году трёхмануальный с педалью орган построил Уильям Грей, использовав часть труб прежнего. В нём было 26 регистров (от 8-футовых), 59 клавиш в Хоре и Хауптверке и 49 в Швеллерном подразделении. Педаль была подключена к нижнему регистру Хауптверка. В 1837 году местный мастер Френсис Бут прибавил два регистра внизу (16- и 32-футовые), заменил в Хоре микстуру фаготом и несколько расширил возможности консоли. В 1879 году Киркленд довёл число регистров до 36 после полной реконструкции. В 1892 году орган ремонтировали «Уильям Хилл и сын», в 1902-м — «Abbott & Smith», и число регистров достигло 91 на пяти 61-клавишных мануалах и 32-клавишной педали. В 1952 году этот орган был реконструировал из-за ненадёжной механики, прежние трубы приспособлены к давлению 15 дюймов (381,0000000 мм) водяного столба и заключены в 4 огромные камеры, простирающиеся ниже уровня пола на 2,5 метра, в 1985 году снова незначительно подремонтирован. Нынешний орган имеет 93 регистра (от 32-футовых) на 5 мануалах и педали.
С 1888 года в соборе служили всего лишь пять органистов, причём Джонатан Билби, MBE, прослужил более сорока лет — дольше всех английских соборных органистов.
Хор
Соборный хор состоит из мальчиков, девочек и взрослых исполнителей. В 1992 году здесь набрали второй в стране женский соборный хор. Хор выступал на BBC One и BBC Radio 3